# 昭憲皇太后
昭憲皇太后（日语：／ Shōken Kōtaigō；1849年5月9日—1914年4月9日），原名一條美子（日语：〔〕／ Ichijō Haruko），為明治天皇的皇后。大正天皇之嫡母。

## 生平
嘉永2年（1849年）4月17日於京都一條家桃花殿出生。為從一位左大臣一条忠香三女，生母為側室新畑民子。右大臣一條實良（1835－1868年）之妹、德川慶喜夫人一條美賀子的繼妹。
初名勝子（まさこ）、富貴君（ふきぎみ）、富美君（ふみぎみ）。安政5年（1858年）6月、改名為壽榮君（すえぎみ），以避皇女富貴宮名諱。
慶應3年（1867年）5月18日，嫁給明治天皇、同年6月28日女御宣下。明治元年12月26日（1869年2月7日）改名為美子（はるこ），敘為從三位。同年12月28日，被冊立為皇后。實際上長明治天皇三歲，為了要避諱，官方資料改為嘉永3年（1850年）出生。最初依循中世紀以來的慣例，而設中宮職，稱號為「中宮」，隔年，將中宮職改為皇后宮職，稱號也改為皇后宮，至此之後，中宮職遭到廢除，且不再使用「中宮」稱號。
因無親生子女，而收養夫之側室柳原愛子之子嘉仁親王為養子。1912年（明治45年）7月30日，其夫君明治天皇駕崩，享年五十九歲。皇太子嘉仁親王即位，改元大正，並冊立皇太子妃節子為皇后，美子被尊為皇太后。
1914年（大正3年）4月9日2時10分，皇太后因心絞痛崩逝於靜岡沼津御用邸內，享壽六十四歲。同年5月9日，發布宮内省告示第9号，諡號為「昭憲皇太后」，隔年，大正四年（1915年）5月1日，與夫君明治天皇共同奉祀於明治神宮，並和明治天皇一起長眠於京都市伏見區伏見桃山東陵（ふしみももやまのひがしのみささぎ）。
擔任皇后時，推動「華族女学校」（現學習院女子高中部）、「お茶の水の東京女子師範学校」（現御茶水女子大學）設立，致力於日本近代女子教育。此外亦熱心從事慈善事業，對東京慈惠醫院及博愛社（現日本紅十字會）發展有所影響。
是日本史上第一位穿著洋裝的皇后。接見過俄羅斯帝國阿列克賽·亞歷山大羅維奇大公（1872年）、德意志帝國海因里希王子（1879年）、第18任美國總統格蘭特夫婦（1879年）、德意志帝國瓦爾德馬王子（1912年）。

## 榮譽

### 国内勋奖
- 大日本帝国
  -  寶冠章

### 国外勋奖
- 大韓帝國
  -  瑞鳳章
- 泰國
  -  扎克里皇室勳章
- 西班牙
  -  瑪麗·路易莎女王勳章